# Ross Barkley
Ross Barkley (sinh ngày 5 tháng 12 năm 1993) là cầu thủ bóng đá người Anh thi đấu ở vị trí tiền vệ cho câu lạc bộ Aston Villa.
Barkley bắt đầu sự nghiệp của mình tại Everton và được ra sân tại Premier League lần đầu tiên vào năm 2011. Anh cũng từng có khoảng thời gian thi đấu cho Sheffield Wednesday và Leeds United theo thỏa thuận cho mượn từ Everton. Tháng 1 năm 2018, anh chuyển đến Chelsea. Rời Chelsea vào mùa hè năm 2022, anh đến Pháp thi đấu một mùa giải cho Nice trước khi trở về Anh khoác áo Luton Town  và sau này là Aston Villa (2024)
Barkley lần đầu tiên được triệu tập vào Đội tuyển bóng đá quốc gia Anh vào tháng 8 năm 2013 và có giải đấu lớn đầu tiên tham gia là World Cup 2014. Đến Euro 2016 anh tiếp tục được triệu tập nhưng không có cơ hội được ra sân.

## Sự nghiệp câu lạc bộ

### Everton
Ross Barkley gia nhập Everton vào năm 11 tuổi. Anh được đưa vào đội bình dự bị của đội một Everton trong các trận đấu đầu tiên của mùa giải 2010-11 và được kỳ vọng sẽ sớm có trận ra mắt tại Giải bóng đá Ngoại hạng Anh trước khi bị gãy chân sau một pha va chạm trong trận đấu của đội tuyển U-19 Anh vào tháng 10 năm 2010.
Anh trở lại sau chấn thương và có mặt trong đội một của Everton tham dự các trận giao hữu trước mùa giải 2011–12. Anh có trận đấu chính thức đầu tiên cho Everton và tại Premier League trong trận thua 1-0 trước Queens Park Rangers ngày 20 tháng 8 năm 2011. Màn trình diễn xuất sắc của Barkley trong trận này khiến cho cựu hậu vệ Martin Keown khen ngợi anh "[Barkley sẽ là] một trong những cầu thủ xuất sắc nhất của đất nước này." Barkley ký hợp đồng mới có thời hạn bốn năm rưỡi với Everton vào tháng 12 năm 2011.
Ngày 14 tháng 9 năm 2012, Barkley đến Sheffield Wednesday theo hợp đồng cho mượn có thời hạn một tháng và ngay lập tức được ra sân trong trận đấu với Brighton & Hove Albion. Một tuần sau đó trong trận đấu với Bolton Wanderers, anh có bàn thắng đầu tiên cho Wednesday. Sau mười ba trận đấu cho Wednesday, anh được Everton triệu hồi. Tháng 1 năm 2013, anh lại được đem cho Leeds United mượn và có trận đầu tiên cho Leeds gặp Barnsley.

#### 2013-14
Barkley trở lại đội một Everton từ đầu mùa giải 2013-14. Anh trở thành cầu thủ đầu tiên của Everton ghi bàn tại Giải bóng đá Ngoại hạng Anh 2013-14 và đây cũng là bàn thắng đầu tiên của anh cho câu lạc bộ trong trận hòa 2-2 trước Norwich City. Ngày 30 tháng 9, anh có bàn thắng thứ hai với pha lập công trong chiến thắng 3-2 trước Newcastle United. Ngày 22 tháng 12, anh ghi bàn thắng ấn định chiến thắng 2-1 trước Swansea City.
Barkley có bàn thắng đầu tiên cho Everton tại đấu trường Cúp FA vào ngày 4 tháng 1 năm 2014 trong chiến thắng 4–0 trước Queens Park Rangers. Trong chiến thắng 3-0 của Everton trước Newcastle ngày 26 tháng 3, Barkley đã có bàn thắng tuyệt đẹp khi từ vị trí giữa sân đã đi bóng qua hàng loạt hậu vệ Newcastle trước khi dứt điểm chân trái hạ gục thủ thành Tim Krul.
Ngày 18 tháng 4 năm 2014, anh có tên trong danh sách rút gọn sáu cầu thủ cho danh hiệu Cầu thủ trẻ xuất sắc nhất năm của Hiệp hội Cầu thủ Chuyên nghiệp Anh (PFA). Ngày 3 tháng 5 năm 2014, Barkley có bàn thắng thứ sáu trong mùa giải vào lưới Manchester City, được BBC Sport miêu tả là "ngoạn mục" và bàn thắng này đã được chọn là bàn thắng đẹp nhất trong mùa giải 2013-14 của câu lạc bộ Everton.

#### 2014-15
Ngày 29 tháng 7 năm 2014, Barkley ký hợp đồng mới Everton, theo đó anh sẽ gắn bó với câu lạc bộ đến năm 2018. Ngay đầu mùa giải, Barkley bị chấn thương dây chằng đầu gối và phải nghỉ thi đấu 8 tháng. Đến ngày 18 tháng 10 năm 2014, trong trận đấu đầu tiên trở lại sau chấn thương gặp Aston Villa, anh đã chuyền cho tiền đạo Romelu Lukaku ghi bàn nâng tỉ số lên 2-0 trong chiến thắng 3-0 chung cuộc.
Ngày 15 tháng 12, anh ghi bàn thắng đầu tiên trong mùa giải trong chiến thắng 3-1 trước Queens Park Rangers. Ba tháng sau đó, anh có bàn thắng thứ hai, lần này là trong chiến thắng 3-0 trước Newcastle United.
Barkley là người ghi bàn thắng đầu tiên cho Everton trong mùa giải 2016–17 trong trận hòa 1-1 với Tottenham Hotspur.
Vào ngày cuối kỳ chuyển nhượng mùa hè 2017, anh đã tiến rất gần đến việc trở thành cầu thủ của Chelsea nhưng thương vụ bị đổ vỡ vào phút chót do chấn thương của Barkley và bản thân anh mong muốn có thêm cơ hội để cân nhắc quyết định chính thức. Cũng do chấn thương gân kheo, Barkley không thi đấu trong nửa đầu mùa giải 2017-18.

### Chelsea
Ngày 5 tháng 1 năm 2018, Barkley chính thức đến Chelsea với phí chuyển nhượng 15 triệu £ và bản hợp đồng có thời hạn 5 năm rưỡi. Anh khoác áo số 8 mà huyền thoại Frank Lampard của Chelsea để lại.

#### 2018-19
Barkley có trận đấu đầu tiên cho Chelsea trong trận thua 2–1 trước Arsenal tại trận lượt về bán kết Cúp EFL ngày 24 tháng 1 khi anh vào sân thay cho Willian bị chấn thương phải rời sân ngay trong hiệp 1. Ngày 1 tháng 2, Barkley lần đầu được đá chính trong màu áo Chelsea trong trận đấu tại Premier League với AFC Bournemouth nhưng Chelsea đã bất ngờ để thua đậm 3-0. Anh có được danh hiệu đầu tiên cùng Chelsea khi kết thúc mùa giải 2017-18 là chức vô địch Cúp FA.
Ngày 7 tháng 10 năm 2018, Barkley có được bàn thắng đầu tiên cho Chelsea trong trận thắng 3-0 trước Southampton bằng một pha đệm bóng cận thành. Anh còn có một đường chuyền thành bàn trong trận này. Ngày 20 tháng 10, sau khi vào sân thay cho Mateo Kovačić, Barkley giúp Chelsea cầm hòa Manchester United 2-2 với bàn thắng ở phút bù giờ cuối cùng 90+6. Anh tiếp tục duy trì phong độ cao với một đường chuyền thành bàn và một bàn thắng trong trận thắng 4-0 trước Burnley ngày 28 tháng 10 và đây là lần đầu tiên trong sự nghiệp Barkley ghi bàn trong ba trận đấu liên tiếp tại Premier League.
Ngày 15 tháng 2 năm 2019, Barkley có bàn thắng đầu tiên cho Chelsea tại đầu trường Châu Âu trong trận thắng Malmö 2-1 tại lượt đi vòng 32 đội UEFA Europa League 2018-19. Anh tiếp tục lập công ở trận lượt về để giúp Chelsea thắng 5-1 chung cuộc. Barkley ra sân ngay từ đầu trận Chung kết Cúp EFL 2019 với Manchester City, trận đấu mà Chelsea để thua 3-4 ở loạt sút luân lưu.
Ngày 8 tháng 4, Barkley vào sân từ ghế dự bị đã có đường chuyền để Eden Hazard ấn định chiến thắng 2-0 trước West Ham United tại Premier League. Anh có được danh hiệu vô địch Châu Âu đầu tiên cùng với Chelsea sau khi vào sân ở những phút cuối trận Chung kết UEFA Europa League 2019 đánh bại Arsenal 4-1.

#### 2019-20
Ngày 17 tháng 9 năm 2019, Barkley đá hỏng quả phạt đền ở những phút cuối trận đầu đầu tiên của tân huấn luyện viên Frank Lampard tại đấu trường UEFA Champions League gặp Valencia, khiến Chelsea phải chịu thất bại 1-0. Anh có pha lập công đầu tiên trong mùa giải ở trận thắng 7-1 trước Grimsby Town tại vòng 3 Cúp EFL 2019-20. Cuối tháng 11, anh bị huấn luyện viên Frank Lampard chỉ trích vì sự thiếu chuyên nghiệp khi có hành động cởi trần nhảy trong một quán bar ở Dubai trong bối cảnh đang bị chấn thương mắt cá không đủ thể lực tham gia trận đấu lượt 5 vòng bảng Champions League với Valencia.
Ngày 5 tháng 1 năm 2020, Barkley là người ấn định chiến thắng 2-0 cho Chelsea trong trận đấu vòng 3 Cúp FA 2019–20 với Nottingham Forest. Đến trận đấu vòng 5 Cúp FA với Liverpool, anh có pha dốc bóng từ sát vạch giữa sân trước khi sút chéo góc đem về chiến thắng 2-0 cho Chelsea. Ngày 28 tháng 6, Chelsea lọt vào bán kết cup FA nhờ bàn thắng duy nhất của Barkley trong cuộc đối đầu với Leicester City. Ngày 4 tháng 7, anh ghi một bàn và kiến tạo một bàn để giúp Chelsea hạ Watford 3-0 ở vòng 33 Ngoại hạng Anh, qua đó trở lại top 4.
Ngày 23 tháng 9 năm 2020, Barkley có bàn thắng đầu tiên trong mùa giải mới tại trận thắng đậm Barnsley 6–0 vòng 3 Cúp EFL.

### Aston Villa (mượn)
Ngày 30 tháng 9 năm 2020, Barkley được Chelsea đem cho Aston Villa mượn theo hợp đồng có thời hạn đến hết mùa bóng 2020-21. Ngày 4 tháng 10, ngay trong trận đấu đầu tiên cho Aston Villa, Barkley đã có một pha lập công trong chiến thắng khó tin 7-2 trước đương kim vô địch Giải Ngoại hạng Anh Liverpool. Hai tuần sau đó, anh ghi bàn thắng duy nhất trong cuộc đối đầu với Leicester City để đem về chiến thắng thứ tư liên tiếp cho Aston Villa tại Premier League và đội bóng của anh vươn lên vị trí nhì bảng.
Ngày 8 tháng 11, trong chiến thắng 3-0 trước Arsenal, Barkley góp một kiến tạo cho Ollie Watkins và có 6 đường chuyển quyết định, được đánh giá là cầu thủ hay nhất trận. Vào cuối tháng 11, anh dính chấn thương gân khoeo chỉ sau 5 phút đầu tiên trận gặp Brighton và phải nghỉ thi đấu 7 trận tại Premier League, trước khi trở lại trong cuộc đối đầu Manchester City ngày 20 tháng 1 năm 2021. Ngày 30 tháng 1, Barkley có pha đánh đầu ghi bàn thắng duy nhất trong trận đấu với Southampton. Đây là bàn thắng bằng đầu đầu tiên của anh tại Premier League kể từ tháng 12 năm 2016.

#### Trở lại Chelsea (2021-22)
Barkley trở lại Chelsea trong mùa giải 2021-22. Ngày 14 tháng 5 năm 2022, anh được vào sân ở những phút cuối hiệp phụ thứ hai trận Chung kết Cúp FA 2022 với Liverpool và thực hiện thành công lượt sút luân lưu của mình nhưng chung cuộc Chelsea thất bại 6-5 sau 7 lượt sút. Ngày 22 tháng 5, trong trận đấu cuối cùng của Barkley cho Chelsea cũng là trận đấu cuối cùng của Chelsea dưới thời Roman Abramovich, anh là người ấn định chiến thắng 2-1 cho Chelsea. Barkley và Chelsea thống nhất chấm dứt hợp đồng ngày 29 tháng 8 năm 2022 sau khi Barkley ra sân 100 lần và ghi được 12 bàn thắng cho Chelsea.

### Nice
Ngày 4 tháng 9 năm 2022, Barkley gia nhập đội bóng thi đấu tại Ligue 1 là Nice theo dạng chuyển nhượng tự do.
Ngày 10 tháng 6 năm 2023, Barkley chính thức sẽ rời Nice khi hết hạn hợp đồng vào cuối tháng 6 năm 2023, sau khi có 28 trận và ghi được 4 bàn tại đội bóng nước Pháp.

### Luton Town
Ngày 9 tháng 8 năm 2023, Barkley đồng ý chuyển tới khoác áo đội bóng mới thăng hạng Ngoại hạng Anh là Luton Town.Anh có trận đấu đầu tiên cho câu lạc bộ trong thất bại 3-0 trước Chelsea vào ngày 25 tháng 8.Anh ghi bàn thắng đầu tiên cho Luton trong trận thua 4–3 trên sân nhà trước Arsenal vào ngày 5 tháng 12.

### Aston Villa
Vào ngày 1 tháng 7 năm 2024,Trang chủ của Aston Villa thông báo về sự trở lại của Ross Barkley khi anh ký vào bản hợp đồng có thời hạn 3 năm.Mức phí của thương vụ này không được tiết lộ.

## Sự nghiệp đội tuyển quốc gia

### Các đội trẻ
Năm 2008, khi mới 14 tuổi, Barkley đã được triệu tập vào đội tuyển U-16 Anh.
Anh là thành viên của U-16 Anh tham dự Giải đấu Montaigu 2009, một giải đấu của các đội tuyển U-16 quốc gia và sau cùng đã đánh bại U-16 Đức trong trận chung kết để giành chức vô địch. Một năm sau đó, anh cùng đội tuyển U-17 Anh giành chức vô địch Giải vô địch bóng đá U-17 châu Âu khi đánh bại U-17 Tây Ban Nha 2-1 trong trận chung kết.
Tháng 9 năm 2011, Barkley có trận đấu đầu tiên cho đội tuyển U-21 Anh. Ngày 28 tháng 5 năm 2013, anh được huấn luyện viên Peter Taylor triệu tập vào đội hình tham dự Giải vô địch bóng đá U-20 thế giới 2013. Anh ghi được một bàn thắng cho đội tuyển U-21 Anh trong chiến thắng 6-0 trước U-21 Scotland ngày 13 tháng 8 năm 2013.

### Đội tuyển quốc gia Anh
Barkley lần đầu tiên được triệu tập vào Đội tuyển bóng đá quốc gia Anh vào tháng 8 năm 2013 và chính thức có trận đấu đầu tiên vào ngày 6 tháng 9 năm 2013 trong trận đấu tại khuôn khổ vòng loại World Cup 2014 với Moldova khi vào sân thay cho Jack Wilshere.
Ngày 12 tháng 5 năm 2014, Barkley được huấn luyện viên Roy Hodgson đưa vào danh sách 23 cầu thủ Anh tham dự World Cup 2014 tại Brasil. Anh có trận đấu đầu tiên tại đấu trường World Cup khi vào sân thay cho Danny Welbeck trong trận thua 1-2 trước Ý ngày 14 tháng 6 năm 2014.
Barkley có bàn thắng đầu tiên cho đội tuyển Anh trong trận thắng 6–0 trước San Marino tại vòng loại Euro 2016 ngày 5 tháng 9 năm 2015. Ngày 25 tháng 3 năm 2019, anh lập một cú đúp và có một đường chuyền thành bàn giúp Anh thắng ngược 5-1 trên sân của Montenegro tại vòng loại Euro 2020. Đến ngày 14 tháng 10 năm 2019, anh có thêm một cú đúp nữa trong màu áo "Tam Sư", lần này là trong chiến thắng đậm Bulgaria 6-0 cũng tại vòng loại Euro 2020.

## Thống kê sự nghiệp

### Câu lạc bộ
Tính đến ngày 28 tháng 9 năm 2019.
| Câu lạc bộ                 | Mùa giải            | Giải đấu            | Giải đấu | Giải đấu  | FA Cup  | FA Cup    | League Cup | League Cup | Châu Âu | Châu Âu   | Khác    | Khác      | Tổng cộng | Tổng cộng |
| Câu lạc bộ                 | Mùa giải            | Giải đấu            | Số trận  | Bàn thắng | Số trận | Bàn thắng | Số trận    | Bàn thắng  | Số trận | Bàn thắng | Số trận | Bàn thắng | Số trận   | Bàn thắng |
| -------------------------- | ------------------- | ------------------- | -------- | --------- | ------- | --------- | ---------- | ---------- | ------- | --------- | ------- | --------- | --------- | --------- |
| Everton                    | 2010–11             | Premier League      | 0        | 0         | 0       | 0         | 0          | 0          | —       | —         | —       | —         | 0         | 0         |
| Everton                    | 2011–12             | Premier League      | 6        | 0         | 1       | 0         | 2          | 0          | —       | —         | —       | —         | 9         | 0         |
| Everton                    | 2012–13             | Premier League      | 7        | 0         | 1       | 0         | 1          | 0          | —       | —         | —       | —         | 9         | 0         |
| Everton                    | 2013–14             | Premier League      | 34       | 6         | 3       | 1         | 1          | 0          | —       | —         | —       | —         | 38        | 7         |
| Everton                    | 2014–15             | Premier League      | 29       | 2         | 2       | 0         | 0          | 0          | 5       | 0         | —       | —         | 36        | 2         |
| Everton                    | 2015–16             | Premier League      | 38       | 8         | 4       | 2         | 6          | 2          | —       | —         | —       | —         | 48        | 12        |
| Everton                    | 2016–17             | Premier League      | 36       | 5         | 1       | 0         | 2          | 1          | —       | —         | —       | —         | 39        | 6         |
| Everton                    | 2017–18             | Premier League      | 0        | 0         | —       | —         | 0          | 0          | 0       | 0         | —       | —         | 0         | 0         |
| Everton                    | Tổng cộng           | Tổng cộng           | 150      | 21        | 12      | 3         | 12         | 3          | 5       | 0         | —       | —         | 179       | 27        |
| Sheffield Wednesday (mượn) | 2012–13             | Giải hạng nhất      | 13       | 4         | —       | —         | —          | —          | —       | —         | —       | —         | 13        | 4         |
| Leeds United (mượn)        | 2012–13             | Giải hạng nhất      | 4        | 0         | —       | —         | —          | —          | —       | —         | —       | —         | 4         | 0         |
| Chelsea                    | 2017–18             | Premier League      | 2        | 0         | 1       | 0         | 1          | 0          | 0       | 0         | —       | —         | 4         | 0         |
| Chelsea                    | 2018–19             | Premier League      | 27       | 3         | 3       | 0         | 5          | 0          | 12      | 2         | 1       | 0         | 48        | 5         |
| Chelsea                    | 2019–20             | Premier League      | 5        | 0         | 0       | 0         | 1          | 1          | 1       | 0         | 1       | 0         | 8         | 1         |
| Chelsea                    | Tổng cộng           | Tổng cộng           | 34       | 3         | 4       | 0         | 7          | 1          | 13      | 2         | 2       | 0         | 60        | 6         |
| Tổng cộng sự nghiệp        | Tổng cộng sự nghiệp | Tổng cộng sự nghiệp | 201      | 28        | 16      | 3         | 19         | 4          | 18      | 2         | 2       | 0         | 256       | 37        |

### Đội tuyển quốc gia
Tính đến ngày 14 tháng 10 năm 2019.
| Đội tuyển quốc gia | Năm       | Số lần ra sân | Số bàn thắng |
| ------------------ | --------- | ------------- | ------------ |
| Anh                | 2013      | 3             | 0            |
| Anh                | 2014      | 7             | 0            |
| Anh                | 2015      | 9             | 2            |
| Anh                | 2016      | 3             | 0            |
| Anh                | 2018      | 3             | 0            |
| Anh                | 2019      | 7             | 4            |
| Tổng cộng          | Tổng cộng | 33            | 6            |

### Bàn thắng quốc tế
| #  | Ngày                 | Địa điểm                                            | Đối thủ    | Bàn thắng | Kết quả | Giải đấu            |
| -- | -------------------- | --------------------------------------------------- | ---------- | --------- | ------- | ------------------- |
| 1. | 5 tháng 9 năm 2015   | Sân vận động San Marino, Serravalle, San Marino     | San Marino | 3–0       | 6–0     | Vòng loại Euro 2016 |
| 2. | 12 tháng 10 năm 2013 | Sân vận động LFF, Vilnius, Litva                    | Litva      | 1–0       | 3–0     | Vòng loại Euro 2016 |
| 3. | 25 tháng 3 năm 2019  | Sân vận động Podgorica City, Podgorica, Montenegro  | Montenegro | 2–0       | 5–0     | Vòng loại Euro 2020 |
| 4. | 25 tháng 3 năm 2019  | Sân vận động Podgorica City, Podgorica, Montenegro  | Montenegro | 3–0       | 5–0     | Vòng loại Euro 2020 |
| 5. | 14 tháng 10 năm 2019 | Sân vận động Quốc gia Vasil Levski, Sofia, Bulgaria | Bulgaria   | 2–0       | 6–0     | Vòng loại Euro 2020 |
| 6. | 14 tháng 10 năm 2019 | Sân vận động Quốc gia Vasil Levski, Sofia, Bulgaria | Bulgaria   | 3–0       | 6–0     | Vòng loại Euro 2020 |

## Danh hiệu

### Câu lạc bộ

#### Chelsea
- FA Cup: 2017–18
- UEFA Europa League: 2018–19
- FIFA Club World Cup: 2021

### Đội tuyển quốc gia

#### U-16 Anh
- Giải đấu Montaigu (1): 2009

#### U-17 Anh
- Giải vô địch bóng đá U-17 châu Âu (1): 2010